# نفرت (فیلم ۱۹۹۵)
نفرت (به فرانسوی: La Haine) فیلمی سیاه و سفید محصول ۱۹۹۵ فرانسه و به کارگردانی متیو کاسوویتس است. این فیلم بیشتر تحت عنوان فرانسوی خود (لَ اِن *حرف h در زبان فرانسه اگر در ابتدای کلمه بیاید تلفظ نمی‌شود) پخش و منتشر شد اما در آمریکا با نام ترجمه شده آن (نفرت) پخش شد.
فیلم دربارهٔ سه پسر جوان است که برای زنده ماندن در حومه شهر تلاش می‌کنند. نام فیلم از جمله‌ای که اول فیلم توسط یکی از آنها گفته می‌شود برداشته شده: "La haine attise la haine!"؛ «تنفر، تنفر ایجاد می‌کند.»

## بازخورد
در فرانسه فیلم با مجموع ۲٬۰۴۲٬۰۷۰ بازدید تبدیل به یکی از پربیننده‌ترین فیلم‌های سال فرانسه شد. سایت راتن تومیتوس بر اساس ۱۴ نقد جمع‌آوری کرده توفیق نسبی فیلم در میان منتقدان را با ۱۰۰٪ رای مثبت و با امتیاز نسبی ۸/۱۰ نشان می‌دهد.کوین توماس منتقد لس آنجلس فیلم را «جریحه دار، حیاتی و فریبا» توصیف می‌کند.
مجله امپایر در سال ۲۰۱۰ فیلم را در رتبه سی و دوم بهترین صد فیلم سینمای جهان قرار داد.

## جوایز
فیلم در سطح بین‌المللی جوایز متعددی را برد که مهم‌ترین آنها جایزه بهترین کارگردانی برای متیو کاسوویتز در فستیوال فیلم کن سال ۱۹۹۵ بود.